# Paka (żupania varażdińska)
Paka – wieś w Chorwacji, w żupanii varażdińskiej, w mieście Novi Marof. W 2011 roku liczyła 81 mieszkańców.